# 울림군
울림군(鬱林郡, 郁林郡)은 중국의 옛 군이다.

## 전한
전한이 최초로 설치하였다.
교지자사부에 속했다. 작은 시내·내·강이 7개 있어 함께 3,110리를 간다. 원시 2년(2년)의 인구조사에 따르면 12,415호, 71,162명이 있었다. 아래의 속현 목록은 《한서》지리지의 내용이다. 원연·수화 연간(기원전 8년 무렵)의 현황으로 여겨지며, 총 12현이다. 치소는 포산현이다.
| 현명   | 한자   | 대략적 위치                                                              | 비고 |
| ------ | ------ | ------------------------------------------------------------------------ | --- |
| 포산현 | 布山縣 | 구이강 시 구이핑 시 서                                                   | |
| 안광현 | 安廣縣 | 난닝시 헝 현 북서                                                        | |
| 아림현 | 阿林縣 | 구이강 시 구이핑 시 남동                                                 | |
| 광울현 | 廣鬱縣 | 바이써 시 톈린 현·러예 현·첸시난 부이족 먀오족 자치주 처헝 현 교차 일대? | 울수(鬱水)가 야랑의 돈수(豚水)에서 갈려나와서 동으로 사회현에 이르러 바다로 들어가니, 장가·울림·창오·남해 4군을 지나 4030리를 간다. |
| 중류현 | 中留縣 | 라이빈 시 우쉬안 현 남                                                   | |
| 계림현 | 桂林縣 | 라이빈 시 샹저우 현 남                                                   | |
| 담중현 | 潭中縣 | 류저우 시 남동                                                           | |
| 임진현 | 臨塵縣 | 충쭤 시                                                                  | 주애수(朱涯水)가 영방현으로 들어간다. 또 근남수(斤南水)가 있다. 또 침리수(侵離水)가 있어 700리를 간다.                              |
| 정주현 | 定周縣 | 허츠 시 이저우 구                                                        | 주수(周水)가 무렴(無斂)에서 갈려나와서 동으로 담수(潭水)로 들어가니, 790리를 간다.                                                  |
| 증식현 | 增食縣 | 난닝 시 룽안 현 동 일대                                                  | 환수(歡水)가 장가의 동쪽 경계에서 갈려나와서 주애수로 들어가니, 570리를 간다.                                                       |
| 영방현 | 領方縣 | 난닝 시 빈양 현 남서                                                     | 근남수가 울수로 들어간다. 또 각수(墧水)가 있다. 도위의 치소가 있다.                                                                 |
| 옹계현 | 雍鷄縣 | 충쭤 시 룽저우 현 북                                                     | 관문이 있다. |

## 수나라
양나라에서 정주(定州)를 설치했다가 남정주(南定州)로 이름을 바꾸었다. 수나라가 남진을 멸한 후 윤주(尹州)로 통폐합하였다. 대업 초에 울주(鬱州)로 개명하였다가 이내 군제가 부활하여 울림군으로 고쳤다. 당나라 때 군제와 함께 완전히 폐지되었다. 12현 59,200호를 관할하였다. 지금의 광시 좡족 자치구 구이강 시, 난닝시 일대이다.
| 현명       | 대략적 위치              | 비고 |
| ---------- | ------------------------ | --- |
| 울림(鬱林) | 구이강 시 위장 강 남안   | 무평현(武平縣), 용산현(龍山縣), 회택현(懷澤縣), 포산현(布山縣)을 합쳐 만들었다.                                                                               |
| 울평(鬱平) | 구이강 시                | |
| 영방(領方) | 난닝 시 빈양 현          | 양나라의 영방군 소속이었다. |
| 아림(阿林) | 구이강 시 구이핑 시 남동 | |
| 석남(石南) | 위린 시 싱예 현          | 양나라의 석남군 소속이었다. |
| 계평(桂平) | 구이강 시 구이핑 시 북서 | 양나라의 계평군 소속이었다. 대업 초에 황화현(皇化縣)을 합쳤다.                                                                                                |
| 마도(馬度) | 구이강 시 탄탕 구 북     | |
| 안성(安成) | 난닝 시 빈양 현 동       | 양나라의 안성군 소속이었다. |
| 영포(寧浦) | 난닝 시 헝 현            | 양나라의 영포군 소속이었다. 간양군(簡陽郡)도 있었는데 진 정복 후 간주(簡州)로 통폐합했다가 598년(개황 18년) 연주(緣州)로 개명하였다. 606년 울주와 병합하였다. |
| 악산(樂山) | 난닝 시 헝 현 북동       | 양나라의 악양군(樂陽郡) 소속이었다. 598년 약양이라 부르던 것을 개명하였다.                                                                                    |
| 영산(嶺山) | 영포현과 선화현 사이     | 양나라의 영산군 소속이었다. 진 정복 후 영현(嶺縣)으로 고쳐 부르다가 598년 다시 영산으로 개명하였다. 대업 초에 무연현(武緣縣)을 합쳤다. 무연산(武緣山)이 있다. |
| 선화(宣化) | 난닝 시                  | 옛 진흥군(晉興郡)에 속하였다. 598년 진흥이라 부르던 것을 개명하였다.                                                                                          |